# Macklemore & Ryan Lewis
Macklemore & Ryan Lewis é um duo de hip hop norte-americano formado em 2009 na cidade de Seattle, no estado de Washington. O duo é composto por Ben Haggerty, um rapper conhecido pelo nome artístico de Macklemore e Ryan Lewis, um produtor musical, DJ e músico. Em 2012, gravou o primeiro álbum, intitulado "The Heist", que foi indicado ao Grammy Awards 2014 como Melhor Álbum do Ano.

## Discografia

### Álbuns de estúdio
| Título                                                                                        | Detalhe do álbum                                                                                   | Posições em paradas músicais | Posições em paradas músicais | Posições em paradas músicais | Posições em paradas músicais | Posições em paradas músicais | Posições em paradas músicais | Posições em paradas músicais | Posições em paradas músicais | Posições em paradas músicais | Posições em paradas músicais | Vendas                      | Certificações                                                                                          |
| Título                                                                                        | Detalhe do álbum                                                                                   | US                           | AUS                          | AUT                          | BEL                          | FRA                          | GER                          | NLD                          | SWE                          | SWI                          | UK                           | Vendas                      | Certificações                                                                                          |
| --------------------------------------------------------------------------------------------- | -------------------------------------------------------------------------------------------------- | ---------------------------- | ---------------------------- | ---------------------------- | ---------------------------- | ---------------------------- | ---------------------------- | ---------------------------- | ---------------------------- | ---------------------------- | ---------------------------- | --------------------------- | --- |
| The Heist                                                                                     | - Lançamento: 9 de outubro de 2012 - Gravadora: Macklemore LLC - Formatos: CD, digital download    | 2                            | 2                            | 14                           | 11                           | 19                           | 6                            | 18                           | 7                            | 10                           | 19                           | - : 3 000 000 - : 1 490 000 | - RIAA: Platina - ARIA: 2× Platina - BPI: Ouro - BVMI: Ouro - MC: Platina - RMNZ: Platina - SNEP: Ouro |
| This Unruly Mess I've Made                                                                    | - Lançamento: 26 de fevereiro de 2016 - Gravadora: Macklemore LLC - Formatos: CD, digital download | 4                            | 6                            | 4                            | 9                            | 31                           | 4                            | 15                           | 36                           | 3                            | 16                           | - : 700 000 - : 110 000     | |
| "—" indica que a gravação não foi incluída nas paradas ou não foi distribuída naquela região. | |                              |                              |                              |                              |                              |                              |                              |                              |                              |                              |                             | |

## Singles

### Como artista principal
| Título                                                                                        | Ano  | Posições em paradas músicais | Posições em paradas músicais | Posições em paradas músicais | Posições em paradas músicais | Posições em paradas músicais | Posições em paradas músicais | Posições em paradas músicais | Posições em paradas músicais | Posições em paradas músicais | Posições em paradas músicais | Certificações | Álbum                      |
| Título                                                                                        | Ano  | US                           | AUS                          | AUT                          | BEL                          | FRA                          | GER                          | NLD                          | SWE                          | SWI                          | UK                           | Certificações | Álbum                      |
| --------------------------------------------------------------------------------------------- | ---- | ---------------------------- | ---------------------------- | ---------------------------- | ---------------------------- | ---------------------------- | ---------------------------- | ---------------------------- | ---------------------------- | ---------------------------- | ---------------------------- | --- | -------------------------- |
| "Wing$"                                                                                       | 2011 | 112                          | 17                           | —                            | —                            | 155                          | —                            | —                            | —                            | —                            | —                            | - RIAA: Ouro - ARIA: Platina | The Heist                  |
| "Can't Hold Us" (featuring Ray Dalton)                                                        | 2011 | 1                            | 1                            | 3                            | 2                            | 3                            | 2                            | 5                            | 1                            | 4                            | 3                            | - RIAA: 6× Platina - ARIA: 7× Platina - BEA: 2× Platina - BPI: 2× Platina - BVMI: 3× Ouro - MC: 4× Platina - RMNZ: 2× Platina - SNEP: Ouro | The Heist                  |
| "Same Love" (featuring Mary Lambert)                                                          | 2012 | 11                           | 1                            | 19                           | 11                           | 19                           | 25                           | 18                           | 53                           | 33                           | 6                            | - RIAA: 3× Platina - ARIA: 5× Platina - BPI: Ouro - MC: Ouro - RMNZ: 2× Platina                                                            | The Heist                  |
| "Thrift Shop" (featuring Wanz)                                                                | 2012 | 1                            | 1                            | 2                            | 1                            | 1                            | 2                            | 1                            | 2                            | 1                            | 1                            | - RIAA: Diamante - ARIA: 10× Platina - BEA: Ouro - BPI: Platina - BVMI: 3× Ouro - MC: Diamante - RMNZ: 4× Platina - SNEP: Platina          | The Heist                  |
| "White Walls" (featuring Schoolboy Q and Hollis)                                              | 2013 | 15                           | 34                           | 8                            | 2                            | 65                           | 17                           | —                            | —                            | 32                           | 26                           | - RIAA: 2× Platina - ARIA: Ouro - RMNZ: Platina                                                                                            | The Heist                  |
| "Downtown" (featuring Eric Nally, Melle Mel, Kool Moe Dee and Grandmaster Caz)                | 2015 | 12                           | 1                            | 45                           | 6                            | 37                           | 30                           | 54                           | 53                           | 48                           | 11                           | - RIAA: Platina - ARIA: 5× Platina - BEA: Ouro - BPI: Ouro - RMNZ: Platina                                                                 | This Unruly Mess I've Made |
| "Dance Off" (featuring Idris Elba and Anderson .Paak)                                         | 2016 | —                            | 7                            | —                            | 13                           | 137                          | —                            | —                            | —                            | —                            | —                            | - ARIA: Platina | This Unruly Mess I've Made |
| "Brad Pitt's Cousin" (featuring XP)                                                           | 2016 | —                            | 40                           | —                            | —                            | —                            | —                            | —                            | —                            | —                            | —                            | | This Unruly Mess I've Made |
| "—" indica que a gravação não foi incluída nas paradas ou não foi distribuída naquela região. |      |                              |                              |                              |                              |                              |                              |                              |                              |                              |                              | |                            |